# 貝薩蘭皮區
16°9′S 46°37′E / 16.150°S 46.617°E

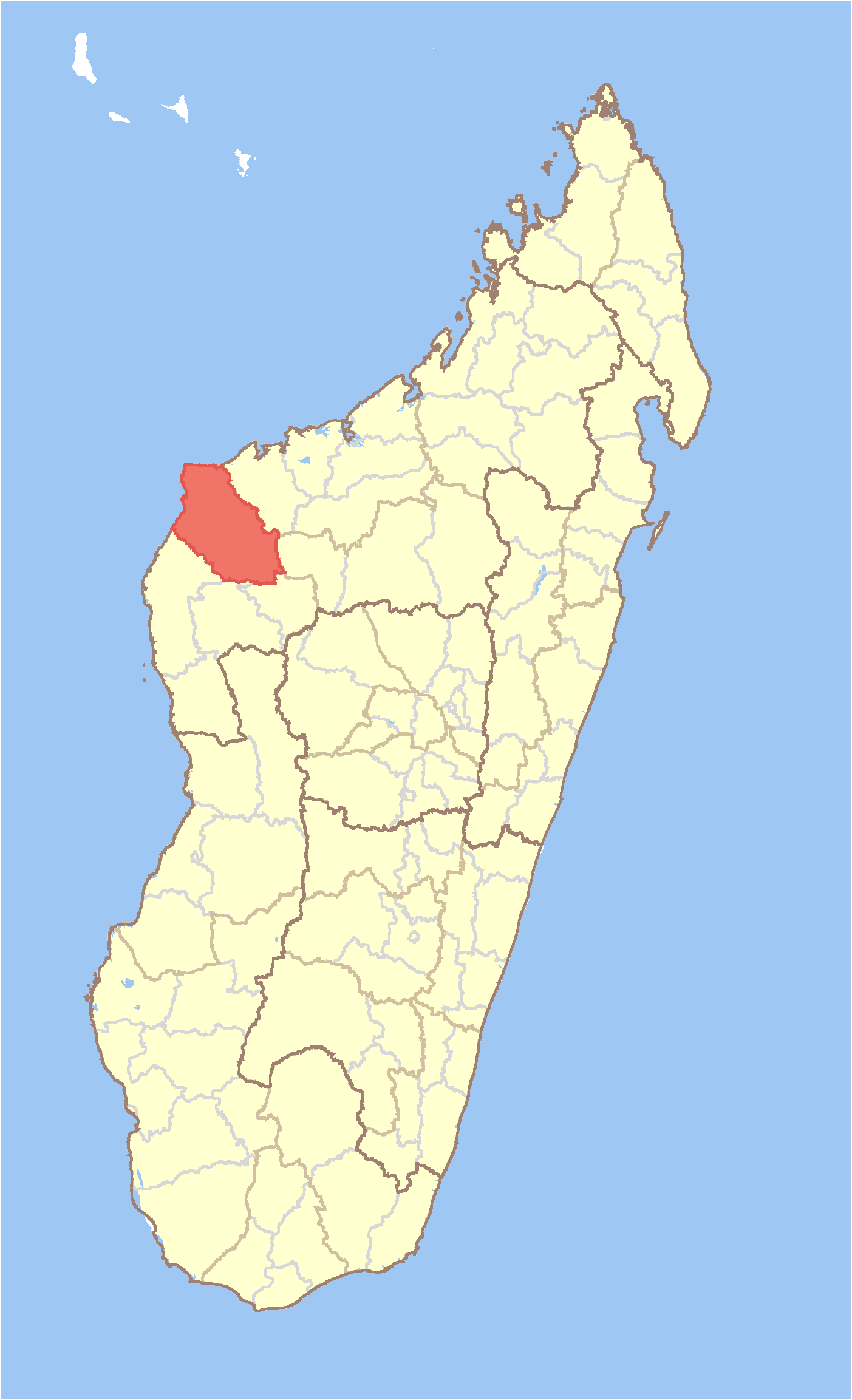

貝薩蘭皮區，是馬達加斯加的行政區，位於該國西部，由梅拉基區負責管轄，首府設於貝薩蘭皮，面積11,753平方公里，2011年人口67,459，人口密度每平方公里6人。